# 柏市立柏第三小学校
柏市立柏第三小学校（かしわしりつ かしわだいさんしょうがっこう）は、千葉県柏市若葉町にある公立小学校。通称は「柏三小」（かしわさんしょう）。

## 概要
1948年（昭和23年）4月1日、柏町立柏第一小学校から分離独立して設置された。当時現在地に所在していた日立製作所柏工場付属青年学校の校舎および敷地を買収して設立された経緯がある。
千葉県東葛地区の交通要衝かつ、東京のベッドタウンとして発展した柏市の人口増加に伴い、最多時には2,000人以上の児童が在籍していたが、昭和45年（1970年）に柏市立柏第八小学校、昭和52年（1977年）に柏市立名戸ヶ谷小学校を分離したほか、少子化に伴い大幅な減少傾向にあるものの、2023年の段階では児童数1,000人、学級数は36クラスに及び、柏市内の公立小学校では最多を誇る。
主な進学中学校は、柏市立柏第二中学校である。

## 沿革
- 昭和23年4月1日 - 柏町立柏第一小学校より分離独立。
- 昭和29年9月1日 - 町村合併により東葛市立柏第三小学校と改名したが、2か月後の11月15日、東葛市が柏市に改称したため、柏市立柏第三小学校に再度改名

- 昭和38年3月20日 - 体育館竣工
- 昭和40年4月 - 鉄筋二階建校舎および給食室竣工
- 昭和46年4月 - 柏市立柏第八小学校開校に伴い、一部生徒分離
- 昭和47年7月 - プール竣工
- 昭和52年4月 - 柏市立名戸ヶ谷小学校開校に伴い、303名の生徒が分離
- 平成19年2月 - 学童ルーム開設
- 令和3年2月 - 新校舎（特別教室棟）竣工

## 校歌
- 作詞: 村野四郎
- 作曲: 高田三郎

## 著名な出身者
- 麒麟児和春（元・大相撲関脇）
- 魔裟斗（まさと、元K-1世界王者）
- 朝武孝雄（NPO法人全日本新空手道連盟　競技審判部長/K-1審判部長）

## 交通
- JR常磐線柏駅から徒歩15分。

## 周辺
- マミーマート柏若葉町店
- 三協フロンテア柏スタジアム(日立製作所柏総合グラウンド､日立柏サッカー場) - 柏レイソルのホームスタジアム
- 日本バプテスト柏教会（日本バプテスト同盟）
- 柏めぐみ園
- 朝日新聞社柏支局
- 若葉保育園
- 緑ヶ丘動物病院
- ヤオコー柏若葉町店